# Série 1008 a 1013 da CP
A Série 1008 a 1013 foi um tipo de locomotiva a tracção a vapor, utilizada pela Companhia dos Caminhos de Ferro Portugueses. Antes de serem integradas na CP, estas locomotivas faziam parte da Série 8 a 13 dos Caminhos de Ferro do Estado.

## Descrição e história
Esta série era composta por seis locomotivas de bitola ibérica, do tipo 0-2-1.
Estiveram ao serviço da Caminhos de Ferro do Estado na sua rede ferroviária no Sul do país, tendo feito parte das primeiras locomotivas a circular no recentemente construído ramal de Lagos, no Algarve. Com efeito, estiveram afectas a um depósito que foi construído na estação de Tunes para este efeito.

## Ficha técnica

### Características gerais
- Número de unidades construídas: 5 (1008 a 1013)[1]
- Classificação: 0-2-1[1]
- Biola: Ibérica[1]